# Third Culture Kid
Third Culture Kids (TCKs), zwani inaczej dziećmi trzeciej kultury albo globalnymi nomadami, to osoby, które spędziły znaczącą część swojego wieku rozwojowego w kulturze innej niż kultura kraju rodziców. TCK jest związany ze wszystkimi tymi kulturami nie identyfikując się z żadną w pełni. Chociaż elementy każdej z tych kultur mogą być włączane do doświadczeń życiowych TCK, to jego lub jej poczucie przynależności odnosi się do innych ludzi o podobnych doświadczeniach.
Cechą łączącą wszystkich TCK oraz tym, co przesądza o tym, że można mówić o innej kulturze w przypadku TCK jest po pierwsze międzynarodowa mobilność w latach dziecięcych, czyli to, że znaczącą część swojego dzieciństwa lub młodości spędzili w kraju innym niż kraj ich rodziców. Cechą drugą jest nieustanny kontakt z różnorodnością kulturową od lat dziecięcych. Po trzecie, najczęściej charakter wyjazdu z założenia jest tymczasowy, ponieważ jedno z rodziców lub obydwoje rodzice mogą wrócić do kraju lub podpisać kolejną umowę w innym kraju. Wynikiem tego jest poczucie tymczasowości towarzyszące dzieciom, jak i świadomość tego, że w miejscu, w którym aktualnie mieszkają, mogą nie zostać długo oraz częsty brak pewności, jak długo dokładnie tam pozostaną. Po czwarte doświadczeniem wspólnym dla TCK jest inność przejawiająca się zarówno w sposobie myślenia, postrzegania i rozumienia świata (inność psychologiczna), jak i w wyglądzie, którym TCK często odróżnia się od swoich rówieśników (inność fizyczna). Ostatnią cechą łączącą większość TCK jest ich styl życia oraz status społeczny. Większość globalnych nomadów pochodzi z rodzin o dochodach wyższych niż przeciętne, mających rodziców z wyższym wykształceniem oraz inwestujących w wykształcenie dzieci.

## Pochodzenie terminu
Termin third culture został ukuty przez Ruth Hill Useem i Johna Useema w latach pięćdziesiątych XX wieku, podczas badań, które przeprowadzili w Indiach wśród Amerykanów z USA mieszkających i pracujących tam jako dyplomaci, misjonarze, pracownicy pomocy humanitarnej, biznesmeni, edukatorzy i dziennikarze. Będąc w Indiach spotkali również ekspatów innych narodowości i szybko przekonali się, że „każda z tych subkultur [wspólnot ekspatów] generowana przez kolonialne administracje, misjonarzy, biznesmenów i wojsko – ma swoje własne cechy, nieco odmienne pochodzenie, charakterystyczny styl i system stratyfikacyjny, ale wszystkie były ze sobą ściśle powiązane.” Zauważyli, że ekspaci stworzyli styl życia, który był inny od ich rodzimej kultury oraz od kultury kraju, który zamieszkiwali, ale był wspólny dla nich.
Aby wytłumaczyć ten świat ekspatów Useemowie zdefiniowali kulturę rodzimą jako pierwszą kulturę (first culture), kulturę przyjmującą jako drugą kulturę (second culture). Następnie zidentyfikowali wspólny styl życia charakteryzujący wspólnoty ekspatów jako kulturę pomiędzy (interstitial culture) albo „kulturę między kulturami” i nazwali ją trzecią kulturą (third culture), która jako termin ogólny obejmuje style życia tworzone, dzielone i uczone przez osoby, które są w procesie odnoszenia swoich społeczności lub ich części do siebie nawzajem. Określenie „dzieci trzeciej kultury” lub TCK zostało wymyślone, aby opisać “dzieci, które towarzyszą swoim rodzicom w innym społeczeństwie”.
Termin globalni nomadzi (global nomads) jest używany zamiennie z terminem TCK, jest on jednak mniej popularny. Autorstwo terminu przypisuje się Normie McCaig, która jako dorosła TCK nie utożsamiała się z nazewnictwem kid (dziecko) i zaczęła używać terminu, który miał obejmować osoby z szerszej grupy wiekowej, różnych narodowości i pochodzenia. Termin ten powstał również dlatego, że jego autorka obawiała się, że termin TCK ukuty przez Useem był zbyt szeroki i zbyt wiele zmiennych składało się na niego, co sprawiłoby, że badania nad kulturą dzieci dorastających w innej kulturze niż ta ich rodziców ze względu na pracę rodziców, byłoby niemożliwe. McCaig zdefiniowała globalnych nomadów jako „osoby w dowolnym wieku i narodowości, które spędziły znaczącą część swojego wieku rozwojowego w jednym bądź wielu krajach spoza kraju wynikającego z posiadanego paszportu ze względu na zawód rodziców”. Terminy TCK i globalni nomadzi są używane zamiennie. Termin zyskał sławę poprzez założenie Global Nomads International, grupę dla dorosłych TCK.

## Cechy charakterystyczne TCK
Niektóre cechy charakterystyczne są wynikiem wielokulturowego charakteru doświadczenia trzeciej kultury a inne są ukształtowane przez wysoką mobilność. Większość cech jest jednak połączeniem tych dwóch rzeczywistości. Poniżej przedstawione są pewne ogólne korzyści i wyzwania występujące powszechnie wśród TCK i dorosłych TCK (ATCK).
- Szerokie horyzonty – TCK od wczesnych lat życia uczą się poprzez doświadczenie, że na sytuacje i doświadczenia można patrzeć z wielu różnych perspektyw. Od dziecka doświadczają złożoności świata i różnych kultur[2].
- Problem z przynależnością – trudność z identyfikacją z jednym krajem może powodować problemy z odnalezieniem się w sytuacji politycznej i w kwestii patriotyzmu oraz wyznawanych wartości. Szczególnym wyzwaniem jest przeprowadzka z kraju, w którym społeczeństwo jest bardziej kolektywistyczne do społeczeństwa indywidualistycznego oraz przeprowadzenie się do społeczeństwa homogenicznego. Ten problem jest związany z problemami z tożsamością i poczuciem wyobcowania, może przerodzić się w obojętność wobec kraju pochodzenia i kraju zamieszkania. TCK często nie potrafią odpowiedzieć na pytanie „Skąd jesteś?”[2].
- Trójwymiarowy obraz świata – TCK poszerzają swoje doświadczenie świata za pośrednictwem różnorodnych przeżyć zmysłowych, mieszkając w różnych okolicach, odczuwając zapachy charakterystyczne dla danych miejsc, znajdując się w nietypowych sytuacjach, w związku z tym ich odbiór świata przedstawionego w telewizji, gazetach i książkach jest o wiele bardziej wyrazisty, bo często są w stanie nie tylko wyobrazić sobie daną sytuację, ale mieć jasną świadomość tego, co się w danym miejscu na ziemi dzieje i jak czują się jego mieszkańcy. Ta cecha jest nie tylko cenna przy czytaniu historii, ale również przy ich pisaniu. Opisy i powieści pisane przez TCK będą cechowały się barwnymi opisami kultur, których autorzy bezpośrednio doświadczyli, stąd też poczucie trójwymiarowości tekstów[2].
- Bolesna świadomość rzeczywistości – za trójwymiarowym obrazem świata idzie też bolesna świadomość, że za obrazami widzianymi w wiadomościach są prawdziwi ludzie z krwi i kości. TCK są często w stanie odnieść wydarzenia z wiadomości do doświadczeń z własnego życia, czy to z kraju pochodzenia, czy z kraju, w którym mieszkali. Taka świadomość może stać się obciążająca, kiedy otoczenie nie rozumie przeżywanego smutku[2].
- Mobilność – życie TCK zwykle wiąże się z wieloma podróżami, w wyniku czego dzieci trzeciej kultury rozwijają umiejętność podróżowania i radzenia sobie w nieprzewidzianych sytuacjach. Zdarza się, że mobilność towarzyszy TCK przez resztę życia, trudno im osiąść w jednym miejscu i zapuścić korzenie, tym, co oddaje poczucie domu będą raczej bliskie im osoby, niż miejsce zamieszkania[6].
- Zdolności międzykulturowe – większość TCK ma wysoką inteligencję kulturową. Mogą być dobrymi mediatorami między kulturami. Są w stanie z łatwością przestawiać się z jednego kontekstu kulturowego na drugi, tak samo jak przechodzić z mówienia w jednym języku na drugi, nie musząc się przy tym bardzo wysilać, są często poliglotami[6].
- Nieznajomość ojczystej kultury – ironią licznych wielokulturowych doświadczeń jest to, że TCK mogą wiedzieć wiele ciekawych rzeczy o innych krajach, ale nie znać narodowej, lokalnej i nawet rodzinnej historii, nie rozumieć poczucia humoru, które odnosi się do bieżących kwestii albo gier słownych, które mają szczególne znaczenie dla danej kultury albo języka[2].
- Wielojęzyczność – wśród TCK pojawi się większa intencjonalność w wielojęzyczności. Wielojęzyczność jest niezbędna, a nie tylko korzystna. Badania wykazały, że 45% dzieci w wieku 14–21 lat uczęszcza do szkoły w języku, którego nie używa w domu. TCK mają tendencję do łatwego uczenia się języków, ale mogą też łatwo je mylić. Mają braki w idiomach i slangu, co może prowadzić do przypadkowej i niechcianej wulgarności. TCK często są bardzo dobrzy w komunikacji pozawerbalnej[6].
- Nawiązywanie relacji – życie jako TCK i związana z tym wysoka mobilność mają szczególny wpływ na wzorce relacji dzieci trzeciej kultury. Powtarzające się rozstania w dzieciństwie powodują, że wiele osób TCK ma tendencję do nawiązywania głębszych relacji bardzo szybko – być może dlatego, że nauczyły się, że nie mają na to zbyt wiele czasu. Inne dzieci TCK bardzo niechętnie nawiązują relacje, aby uniknąć bólu rozstania w przypadku nowej zmiany lokalizacji[7].
- TCK mogą jednocześnie być imigrantami, szczególnie drugiego pokolenia. Bycie imigrantem nie jest jednak równoznaczne ze statusem TCK. Imigranci często nie mają krótkoterminowego podejścia do nowego kraju i wybierają asymilację do nowej kultury, w dużym zakresie tracąc kontakt z pierwszą kulturą i nie eksponując dzieci na wielokulturową perspektywę na życie. W związku z tym dzieci imigrantów nie nabierają cech charakterystycznych do TCK i są kulturowo trudne do odróżnienia od rdzennej ludności nowego kraju.